# Norbert
Norbert este un nume de familie sau prenume masculin de origine germană (Nor = nord și beraht = strălucitor) în traducere ar fi: strălucirea nordului.
- Ziua onomastică este sărbătorită la: 6 iunie.

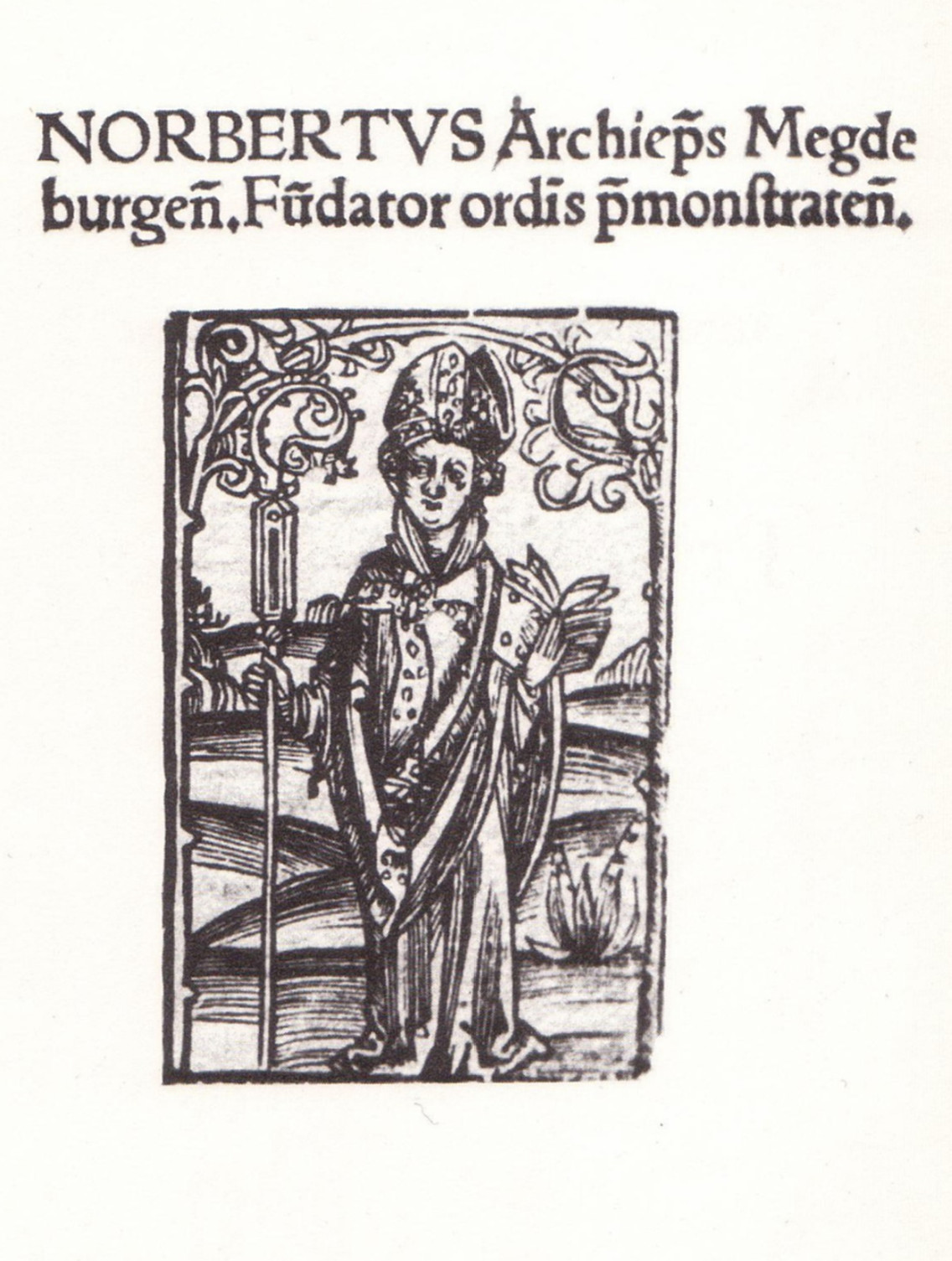
Sfântul Norbert

- Prenumele unor persoane mai cunoscute:
- Norbert Angermann, istoric german
- Norbert Brinkmann, fotbalist german
- Norbert Blüm, om politic german
- Norbert Darabos, ministrul de apărare internă austriac
- Norbert Elias, psiholog și sociolog german
- Norbert Heisterkamp, actor german
- Norbert Lammert, politician german
- Norbert Petri, dirijor, compozitor și profesor din România
- Norbert Schmitz, fotbalist german
- Norbert Schultze, compozitor german
- Norbert Schramm, patinator german
- Norbert Thom, om de știință german care trăiește în Elveția
- Norbert Trelle, episcop german din Hildesheim
- Norbert Wiener, matematician american, care a pus bazele ciberneticii
- Norbert Wójtowicz, istoric, teolog și publicist polonez
- Norbert von Xanten, sfânt, întemeietorul Ordinului Premonstratens